# Zofia Demkowska
Zofia Demkowska (ur. 14 lipca 1925 w Ust'-Miedwiedicy, zm. 4 lipca 1991 w Warszawie) – polska rzeźbiarka, medalierka, pedagog.
Córka aktorki Walentyny Miedwiediew i Piotra Demkowskiego, majora Wojska Polskiego, rozstrzelanego w 1931 za szpiegostwo.
W latach 1946–1950 studiowała na Wydziale Rzeźby Akademii Sztuk Pięknych w Warszawie (studia w pracowni rzeźby rozpoczęła jeszcze przed wybuchem II wojny światowej). Pracę dyplomową obroniła w 1952 roku pod kierunkiem Tadeusza Breyera. Studiowała również historię sztuki na Uniwersytecie Warszawskim w latach 1958-1959. W roku 1959 odbyła roczne studia z zakresu numizmatyki w École pratique des hautes études w Paryżu. Po ukończeniu studiów podjęła pracę asystenta w pracowni medalierstwa Józefa Aumillera.
Pierwsza wystawa indywidualna artystki odbyła się w 1958 roku w Warszawie, w Kordegardzie. Druga indywidualna wystawa prac Zofii Demkowskiej miała miejsce w 1960 roku w Paryżu, w Musée Monetaire. Trzecia wystawa indywidualna została zorganizowana w 1963 roku w Poznaniu, w Galerii Związku Polskich Artystów Plastyków "Arsenał".
Od roku 1963 była członkiem Federation Internationale de la Medaille (FIDEM).
W latach 1963–1989 prowadziła Pracownię Medalierstwa na Wydziale Rzeźby. Od roku 1968 do 1972 była dziekanem tego wydziału. W roku 1979 otrzymała tytuł profesora.

## Nagrody
- 1967 – nagroda na wystawie przy kongresie FIDEM
- 1973 – srebrny medal i wyróżnienie na I Biennale Dantesca
- 1965, 1974, 1981, 1989 – Nagrody Ministerstwa Kultury i Sztuki za osiągnięcia w działalności artystycznej i dydaktycznej